# Stanisław Bogusławski (komediopisarz)

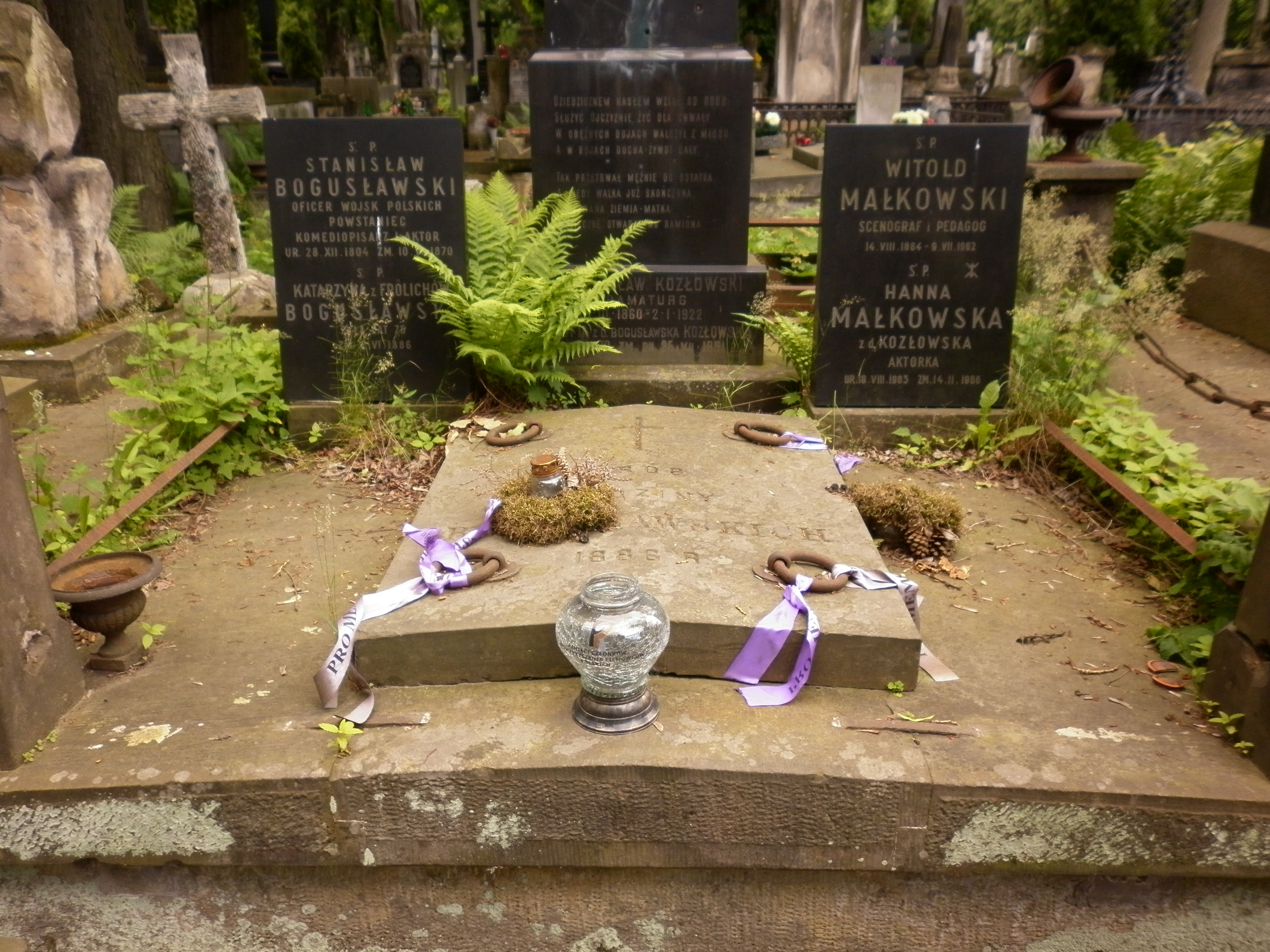
Grób literata Stanisława Bogusławskiego (1804–1870), literata Władysława Bogusławskiego (1839–1909), literata Stanisława Gabriela Kozłowskiego (1860–1922), aktorki Hanny Małkowskiej (1903–1986) oraz pedagoga i scenografa Witolda Małkowskiego (1884–1962) na cmentarzu Powązkowskim w Warszawie

Stanisław Bogusławski h. Świnka (ur. 28 grudnia 1804 w Warszawie, zm. 10 czerwca 1870 tamże) – polski dziennikarz, aktor i komediopisarz; syn Wojciecha Bogusławskiego i aktorki Konstancji Pięknowskiej, ojciec Władysława.
Do 1827 roku nosił nazwisko matki. Uczył się u pijarów, następnie w 1820 wstąpił do Pułku Grenadierów Gwardii, osiągnąwszy stopień podporucznika (1827). Debiutował w 1829. Uczestnik powstania listopadowego, po którym pracował jako aktor i komediopisarz współpracując do 1860 ze sceną warszawską. Od 1829 pisał do „Kuriera Warszawskiego”, w latach 1867–1868 był jego redaktorem. Autor komedii, m.in. Urojenie (1829), Krewni (1840), Lwy i lwice (1846), Komedie oryginalne (t. 1–4, wyd. 1846, 1854, 1860, 1866), Złoty młodzieniec (1867) oraz libretta do opery Stanisława Moniuszki Flis.
W 1834 ożenił się z tancerką Katarzyną Fröhlich. Pochowany na cmentarzu Powązkowskim w Warszawie (kwatera 25-3-10/11).

## Literatura dodatkowa
- Adam Bar: Bogusławski Stanisław. W: Polski Słownik Biograficzny. T. 2: Beyzym Jan – Brownsford Marja. Kraków: Polska Akademia Umiejętności – Skład Główny w Księgarniach Gebethnera i Wolffa, 1936, s. 211. Reprint: Zakład Narodowy im. Ossolińskich, Kraków 1989, ISBN 83-04-03291-0